# Réserve biologique (Brésil)
Pour les articles homonymes, voir réserve biologique.

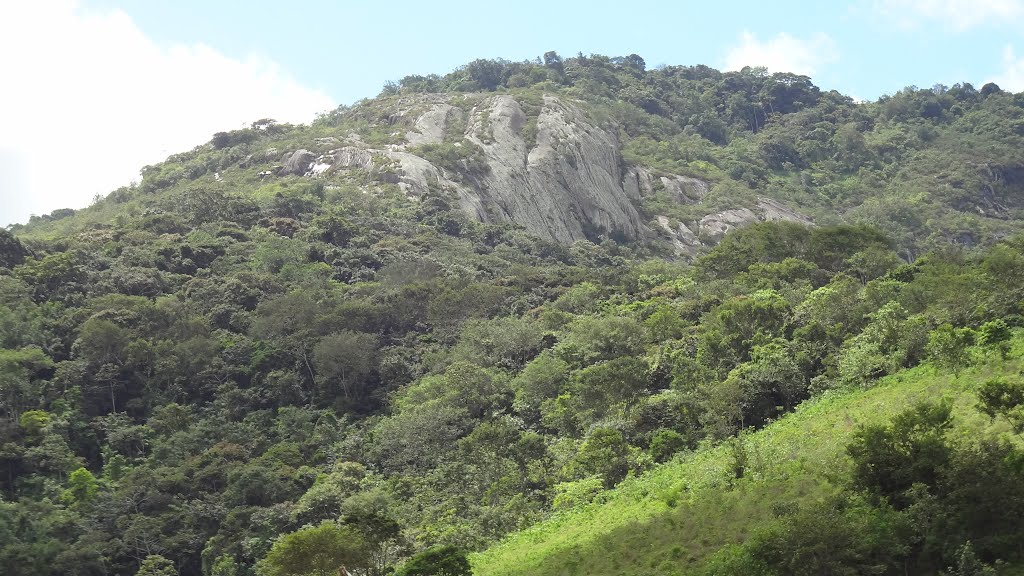
Réserve biologique de Pedra Talhada, Alagoas, Juin 2012

Une réserve biologique (portugais : Reserva biológica, Rebio) au Brésil est un type d'aire protégée défini nationalement afin d'assurer la conservation de l'environnement sans intervention humaine. Elles peuvent être visitées uniquement avec un accord préalable de l'agence responsable, et uniquement à des fins de recherche ou d'éducation.
Le Brésil compte actuellement 62 réserves biologiques incluses dans la catégorie Ia par l'UICN. Parmi celles-ci, 31 sont des réserves biologiques fédérales, 26 sont étatiques, 4 sont municipales et 1 universitaire. La catégorie de réserve biologique a été définie par la loi sur la protection des animaux de 1967. Depuis 2007, les réserves fédérales sont gérées par l'Institut Chico Mendes pour la conservation de la biodiversité (ICMBio), un organisme lié au ministère de l'Environnement, tandis que les réserves d'État sont gérées par les agences étatiques correspondantes.

## Liste des réserves biologiques fédérales
| Nom                              | Localisation                                          | Biome            | Date de création  | Surface        |
| -------------------------------- | ----------------------------------------------------- | ---------------- | ----------------- | -------------- |
| Abufari                          | Amazonas 5° 14′ 13,91″ S, 63° 03′ 48,94″ O            | Amazonie         | 20 septembre 1982 | 223 861,94 ha  |
| Atoll das Rocas                  | Rio Grande do Norte 3° 51′ 58,88″ S, 33° 48′ 20,39″ O | Marin            | 5 juin 1979       | 35 186,17 ha   |
| Araucárias                       | Paraná 25° 14′ 44,88″ S, 50° 30′ 37,48″ O             | Forêt atlantique | 23 mars 2006      | 14 929,79 ha   |
| Augusto Ruschi                   | Espírito Santo 19° 53′ 45,28″ S, 40° 33′ 01,85″ O     | Forêt atlantique | 20 septembre 1982 | 3 562,28 ha    |
| Bom Jesus                        | Paraná 25° 20′ 35,18″ S, 48° 35′ 10,24″ O             | Forêt atlantique | 5 juin 2012       | 34 178,73 ha   |
| Comboios                         | Espírito Santo 19° 41′ 22,87″ S, 39° 55′ 25,98″ O     | Marin            | 25 septembre 1984 | 784,67 ha      |
| Contagem                         | District fédéral 15° 39′ 35,94″ S, 47° 52′ 46,51″ O   | Cerrado          | 13 décembre 2002  | 3 411,72 ha    |
| Reserva Biológica Serra Vermelha | Piauí 9° 07′ 30,13″ S, 43° 48′ 11,3″ O                | Cerrado          | 5 septembre 2015  | 300 100,720 ha |
| Córrego Grande                   | Espírito Santo 18° 15′ 48,54″ S, 39° 48′ 29,34″ O     | Forêt atlantique | 12 avril 1989     | 1 503,74 ha    |
| Córrego do Veado                 | Espírito Santo 18° 20′ 53,21″ S, 40° 08′ 47,85″ O     | Forêt atlantique | 20 septembre 1982 | 2 375,74 ha    |
| Guaporé                          | Rondônia 12° 30′ 55,62″ S, 62° 53′ 49,94″ O           | Amazonie         | 20 septembre 1982 | 615 798,82 ha  |
| Guaribas                         | Paraíba 6° 43′ 20,31″ S, 35° 10′ 43,27″ O             | Forêt atlantique | 25 janvier 1990   | 4 051,60 ha    |
| Gurupi                           | Maranhão 3° 48′ 22,13″ S, 46° 46′ 08,3″ O             | Amazonie         | 12 janvier 1988   | 271 180,49 ha  |
| Jaru                             | Rondônia 9° 54′ 01,56″ S, 61° 42′ 47,61″ O            | Amazonie         | 11 juillet 1979   | 346 860,65 ha  |
| Lago Piratuba                    | Amapá 1° 35′ 14,16″ N, 50° 12′ 11,54″ O               | Amazonie         | 16 juillet 1980   | 392 468,24 ha  |
| Marinha do Arvoredo              | Santa Catarina 27° 17′ 13,61″ S, 48° 21′ 52,21″ O     | Marin            | 12 mars 1990      | 17 104,52 ha   |
| Mata Escura                      | Rondônia 16° 17′ 51,46″ S, 41° 06′ 18,12″ O           | Forêt atlantique | 6 juin 2003       | 50 892,10 ha   |
| Nascentes da Serra do Cachimbo   | Pará 9° 00′ 39,85″ S, 54° 41′ 18,94″ O                | Amazonie         | 20 mai 2005       | 342 193,87 ha  |
| Pedra Talhada                    | Alagoas Pernambouc 9° 13′ 40,71″ S, 36° 25′ 37,58″ O  | Forêt atlantique | 20 mai 2005       | 4 382,37 ha    |
| Perobas                          | Paraná 23° 51′ 48,36″ S, 52° 45′ 51,3″ O              | Forêt atlantique | 20 mars 2006      | 8 716,06 ha    |
| Poço das Antas                   | Rio de Janeiro 22° 32′ 22,56″ S, 42° 17′ 41,09″ O     | Forêt atlantique | 11 mars 1974      | 5 065,26 ha    |
| Rio Trombetas                    | Pará 1° 11′ 56,91″ S, 56° 41′ 49,55″ O                | Amazonie         | 21 septembre 1979 | 407 755,66 ha  |
| Saltinho                         | Pernambouc 8° 43′ 33,23″ S, 35° 10′ 45,01″ O          | Forêt atlantique | 21 septembre 1983 | 562,57 ha      |
| Santa Isabel                     | Sergipe 10° 37′ 45,22″ S, 36° 41′ 36,72″ O            | Marin            | 20 octobre 1988   | 4 110,25 ha    |
| Serra Negra                      | Pernambouc 8° 39′ 28,85″ S, 38° 01′ 49,81″ O          | Caatinga         | 20 septembre 1982 | 624,85 ha      |
| Sooretama                        | Espírito Santo 19° 00′ 57,62″ S, 40° 07′ 41,7″ O      | Forêt atlantique | 20 septembre 1982 | 27 859,04 ha   |
| Tapirapé                         | Pará 5° 35′ 28,63″ S, 50° 36′ 38,54″ O                | Amazonie         | 5 mai 1989        | 99 271,74 ha   |
| Tinguá                           | Rio de Janeiro 22° 33′ 34,51″ S, 43° 26′ 17,25″ O     | Forêt atlantique | 23 mai 1989       | 24 812,81 ha   |
| Uatumã                           | Amazonas 1° 12′ 20,64″ S, 59° 27′ 38,61″ O            | Amazonie         | 6 juin 1990       | 938 619,27 ha  |
| Una                              | Bahia 15° 10′ 52,28″ S, 39° 06′ 10,34″ O              | Forêt atlantique | 10 décembre 1980  | 18 724,86 ha   |
| União                            | Rio de Janeiro 22° 25′ 14,85″ S, 42° 02′ 15,7″ O      | Forêt atlantique | 22 avril 1998     | 2 922,90 ha    |